# Phil Manzanera
Phil Manzanera (* 31. ledna 1951 Londýn, Anglie), vlastním jménem Philip Geoffrey Targett-Adams, je britský kytarista a producent. Je známý jako člen art rockové skupiny Roxy Music. Spolupracoval také se známými hudebníky, jako jsou např. Steve Winwood, John Cale, Godley & Creme, Nico, John Wetton, Brian Eno, Tim Finn, Robert Wyatt nebo Pink Floyd.
V roce 2006 koprodukoval sólové album kytaristy a zpěváka Davida Gilmoura On an Island a jako doprovodný kytarista se zúčastnil i navazujícího turné. Obdobnou spolupráci provedli o devět let později u dalšího Gilmourova alba Rattle That Lock a souvisejícího turné.

## Diskografie
Sólová alba
- Diamond Head (1975)
- K-Scope (1978)
- Primitive Guitars (1982)
- Southern Cross (1990)
- Vozero (1999)
- 6PM (2004)
- 50 Minutes Later (2005)
- Firebird V11 (2008)
- The Sound of Blue (2015)